# مسجد الجوالي
مسجد الجوالي أو مسجد أمير سنجر الجولي هو مسجد في مدينة الخليل الفلسطينية، يقع في الركن الجنوبي من البلدة القديمة وهو جزء من المسجد الإبراهيمي (كهف البطاركة).

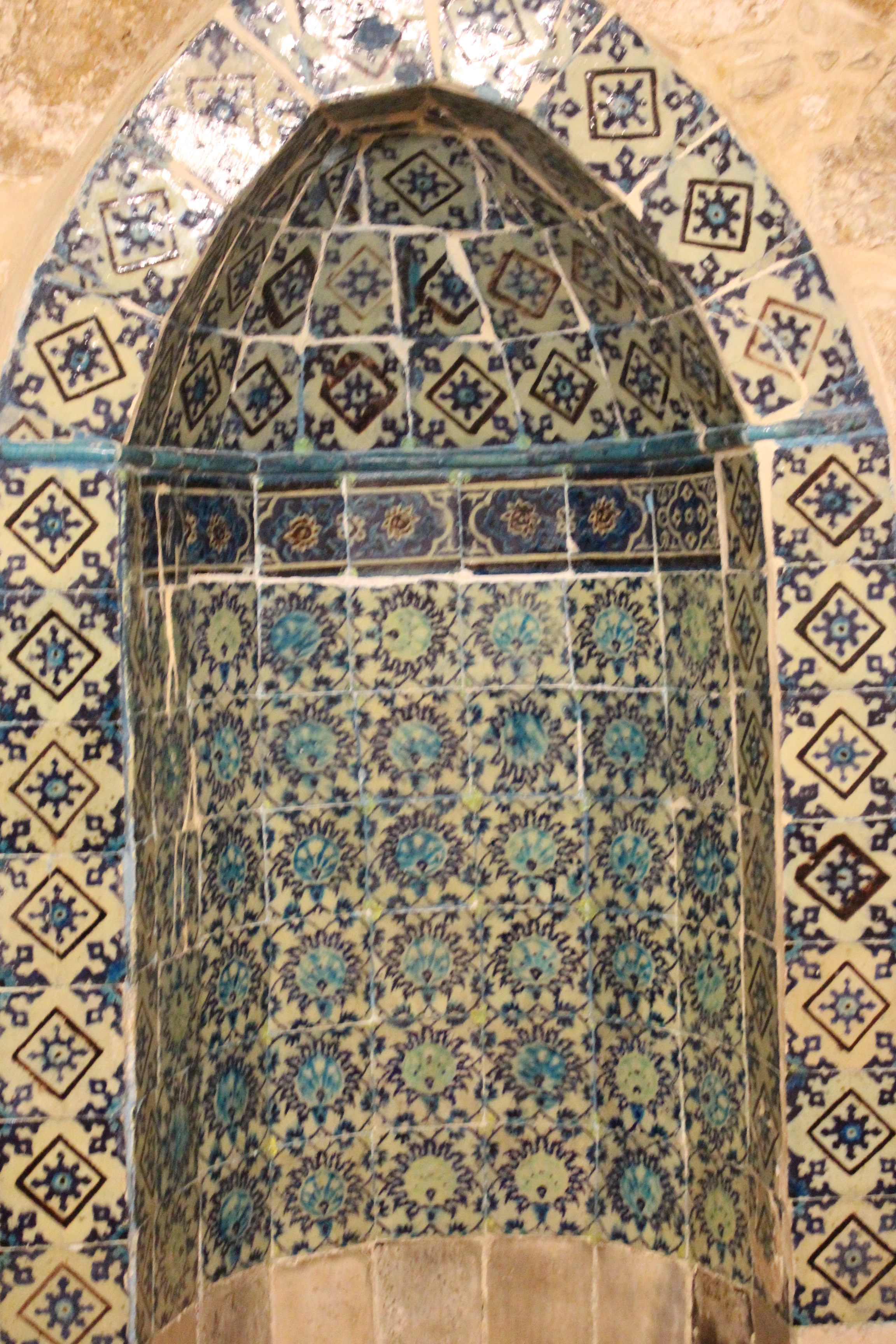
محراب الإمام في المسجد الإبراهيمي

تم ضمَ مسجد الجوالي للحرم الإبراهيمي وهو جزء لا يتجزأ من تصميمه، على الحدود مع الحائط الشمالي الشرقي لمبنى ذلك الهيكل. الأجزاء المتبقية من مسجد الجوالي محفورة من الحجر والمسجد غير مرئي من الخارج. يرتبط كلا من مسجدي الجوالي والحرم الإبراهيمي ببعضهما البعض بواسطة ممر يمتد بالتوازي مع قاعة صلاة الحرم الإبراهيمي.
يتكون المسجد من ثلاثة أروقة مع قبو متقاطع تدعمه أعمدة حجرية كبيرة، كل من الممرات المقوَسة مغطاة بقبة. تقع قبة حجرية بزوايا مزينة بتصميم المقرناس (muqarnas) ونوافذ من الفسيفساء في القمة من منتصف قاعة الصلاة.  محراب حائط القبلة في الجزء الجنوبي الشرقي من مسجد الجوالي محفور في صخرة جدران المسجد ومغطى بألواح رخامية مزينة بنقوش ملونة. يحتوي المحراب أيضًا على شبه قبة مزينة أيضًا بالرخام.

## التاريخ

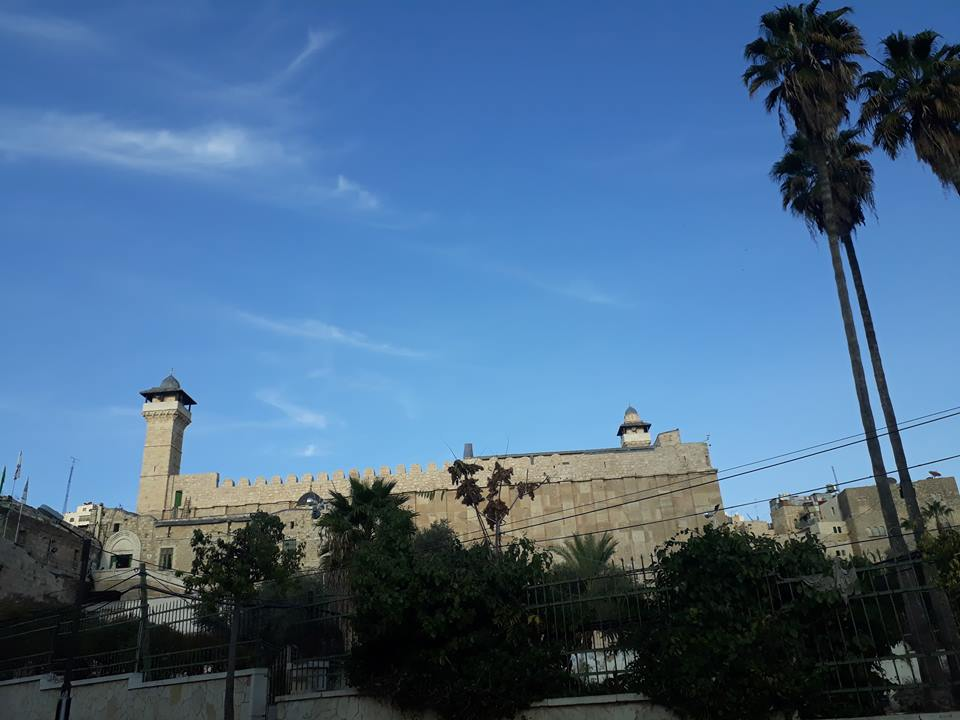
المسجد الإبراهيمي

تم بناء مسجد الجوالي بناءً على أوامر من حاكم المماليك في غزة وفلسطين، سنجار الجولي، ما بين عاميَ 1318 و1320 خلال فترة سلطنة الناصر محمد. والجولي، الذي سمي المسجد باسمه، أنشأه لتوسيع مساحة الصلاة لاستيعاب المصلَين مستخدماً الحرم الإبراهيميَ. تم بناء المسجد بتصميم معماريَ حلبيَ. أشار المؤرخ المصري المقريزي في القرن الخامس عشر إلى أن سقف المسجد مصنوع من «حجر يرتدي ملابس جميلة».
وفقا لرجل الكنيسة الإنجليزي آرثر بنرين ستانلي، تم بناء المسجد على قبر يهوذا، الذي تم تدميره في هذه العملية.

## معرض الصور

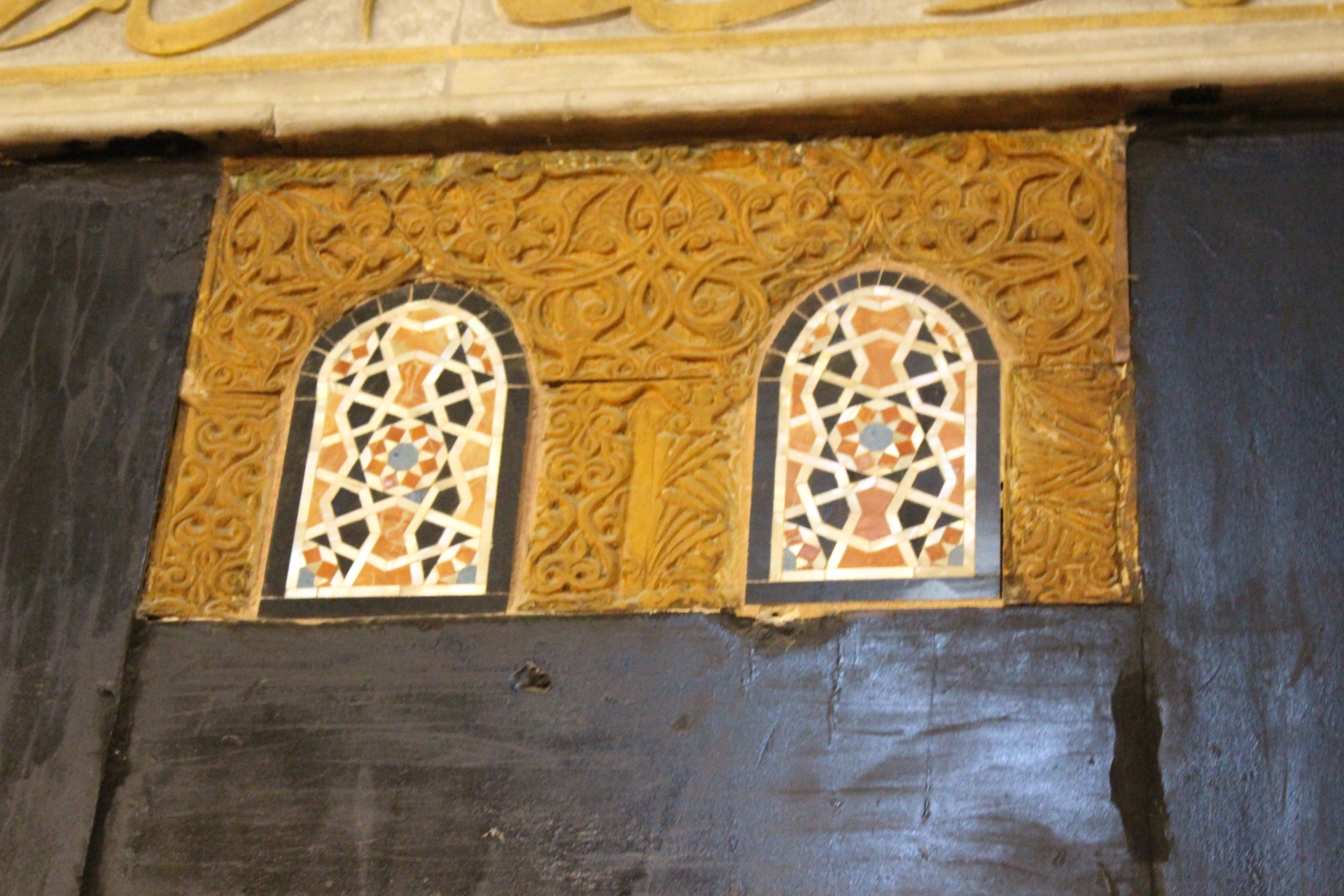
نوافذ المسجد المصنوعة من الفسيفساء

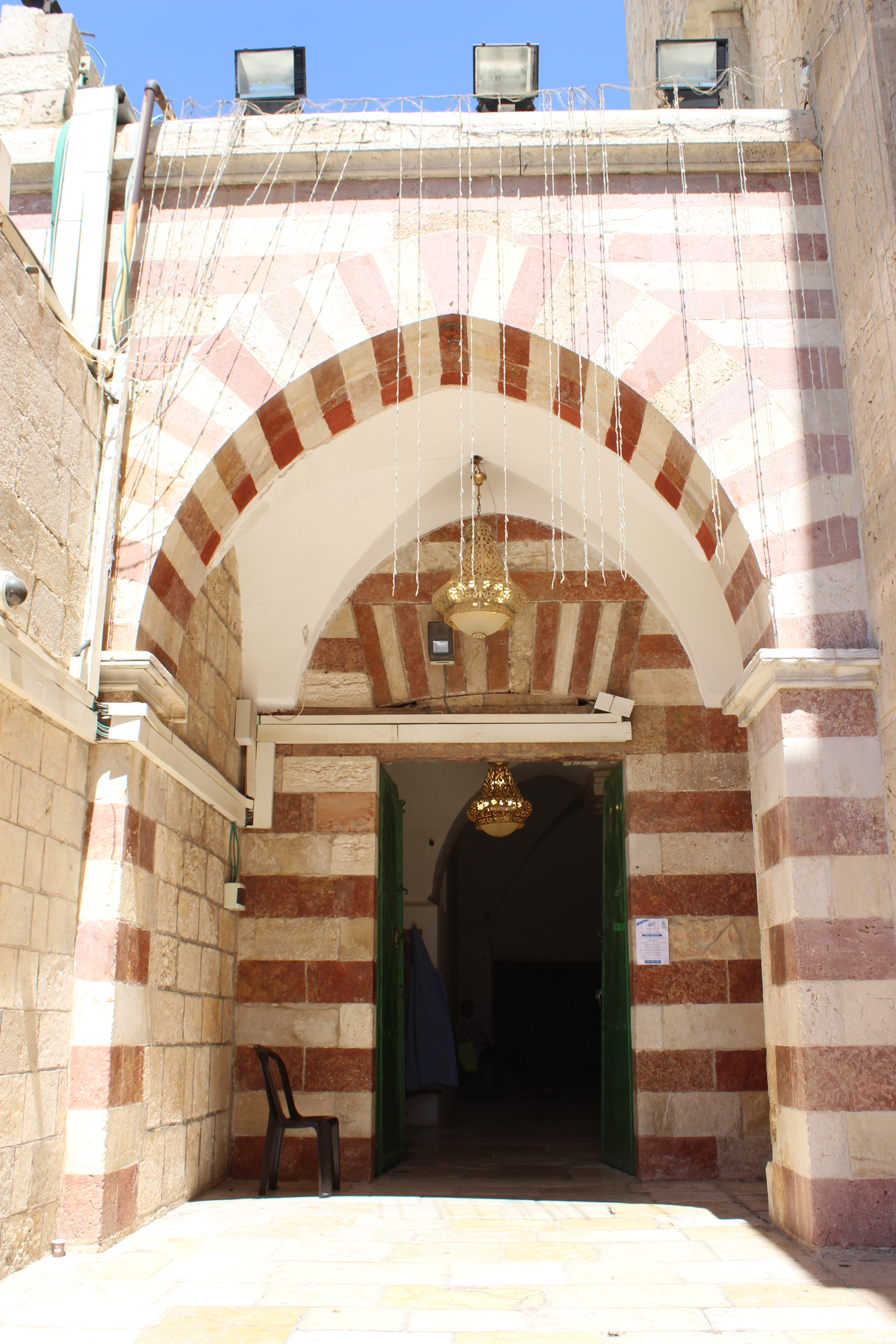
مدخل الحرم الإبراهيمي شمالاُ

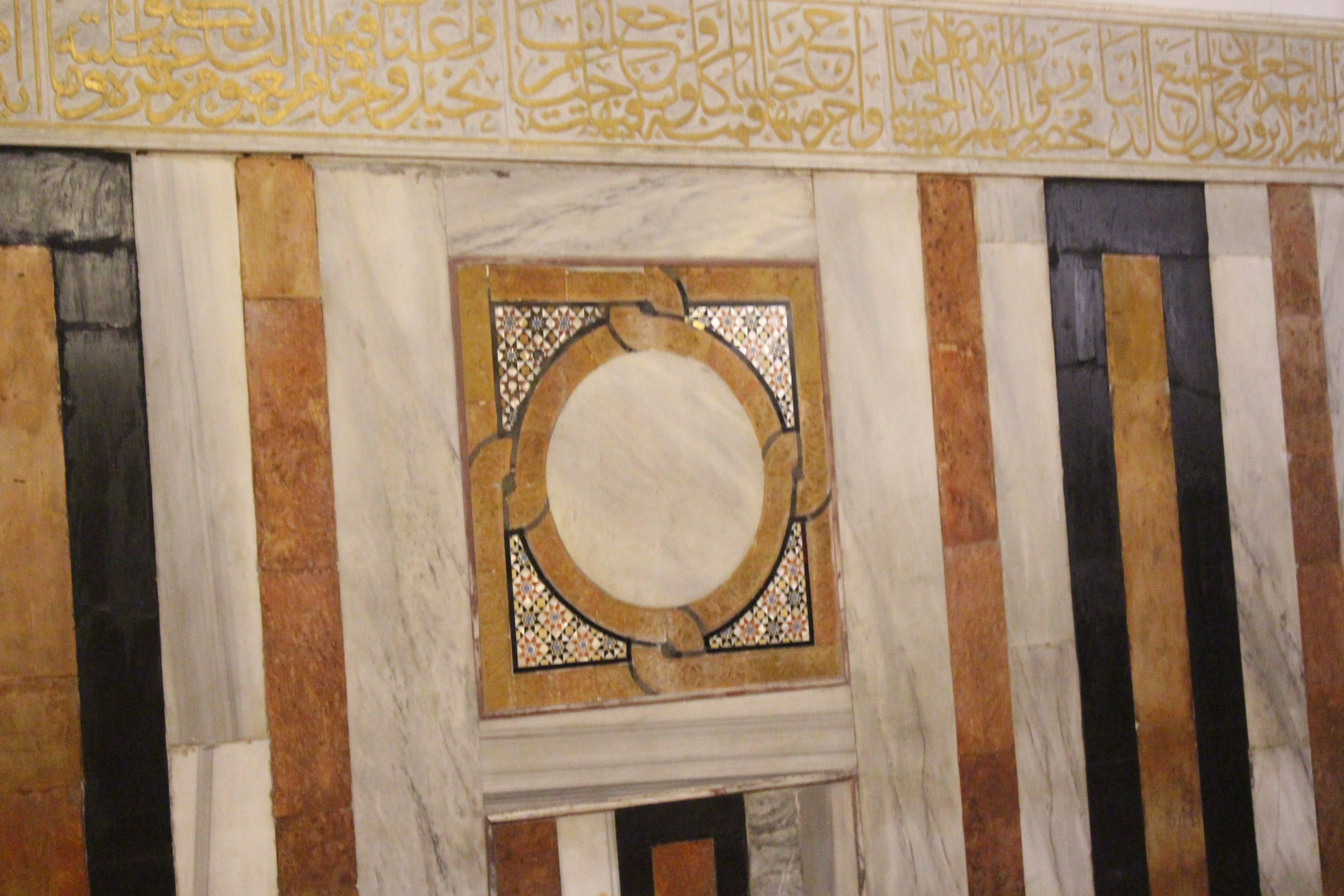
زخارف المسجد
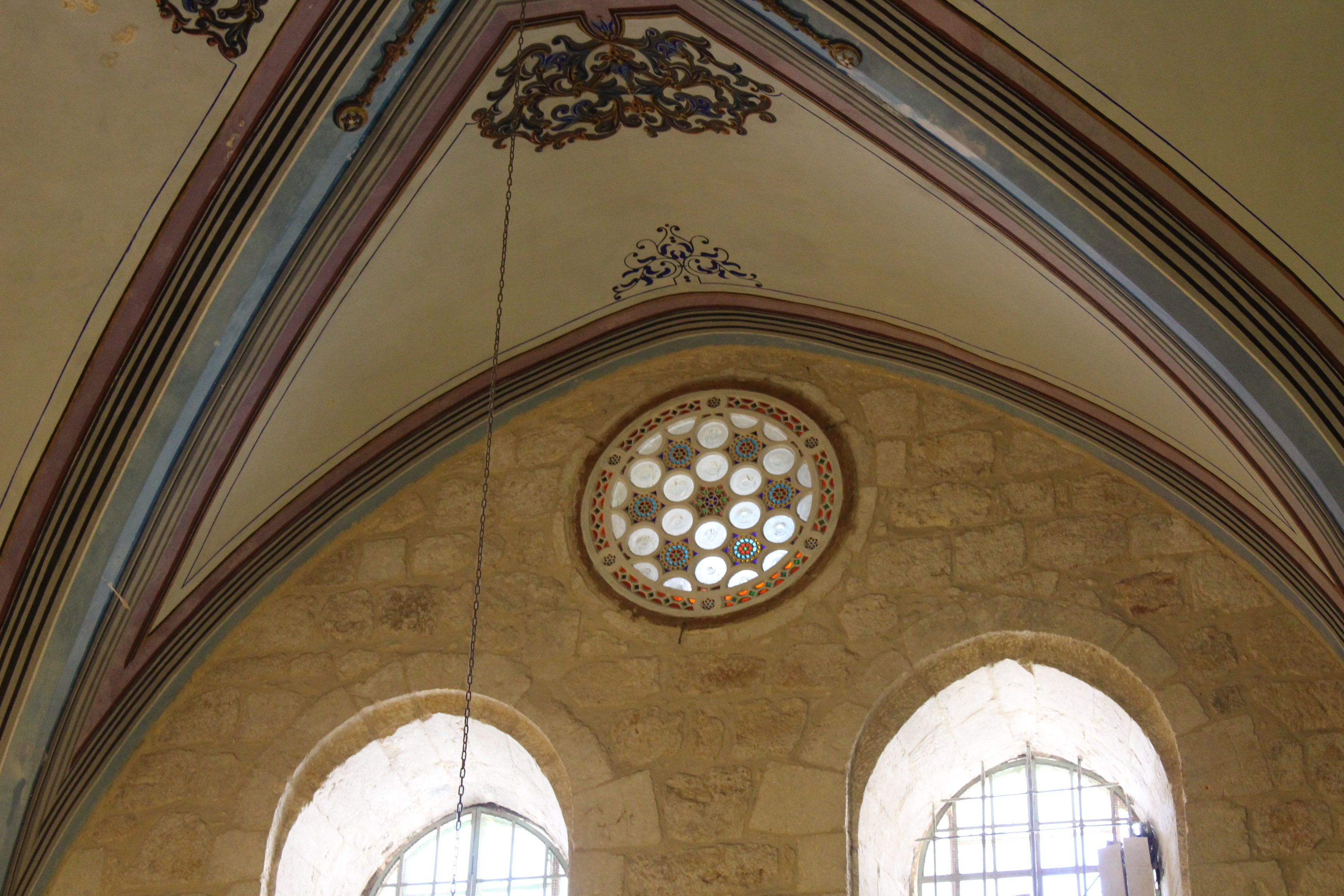
صورة أخرى لنوافذ الفسيفساء
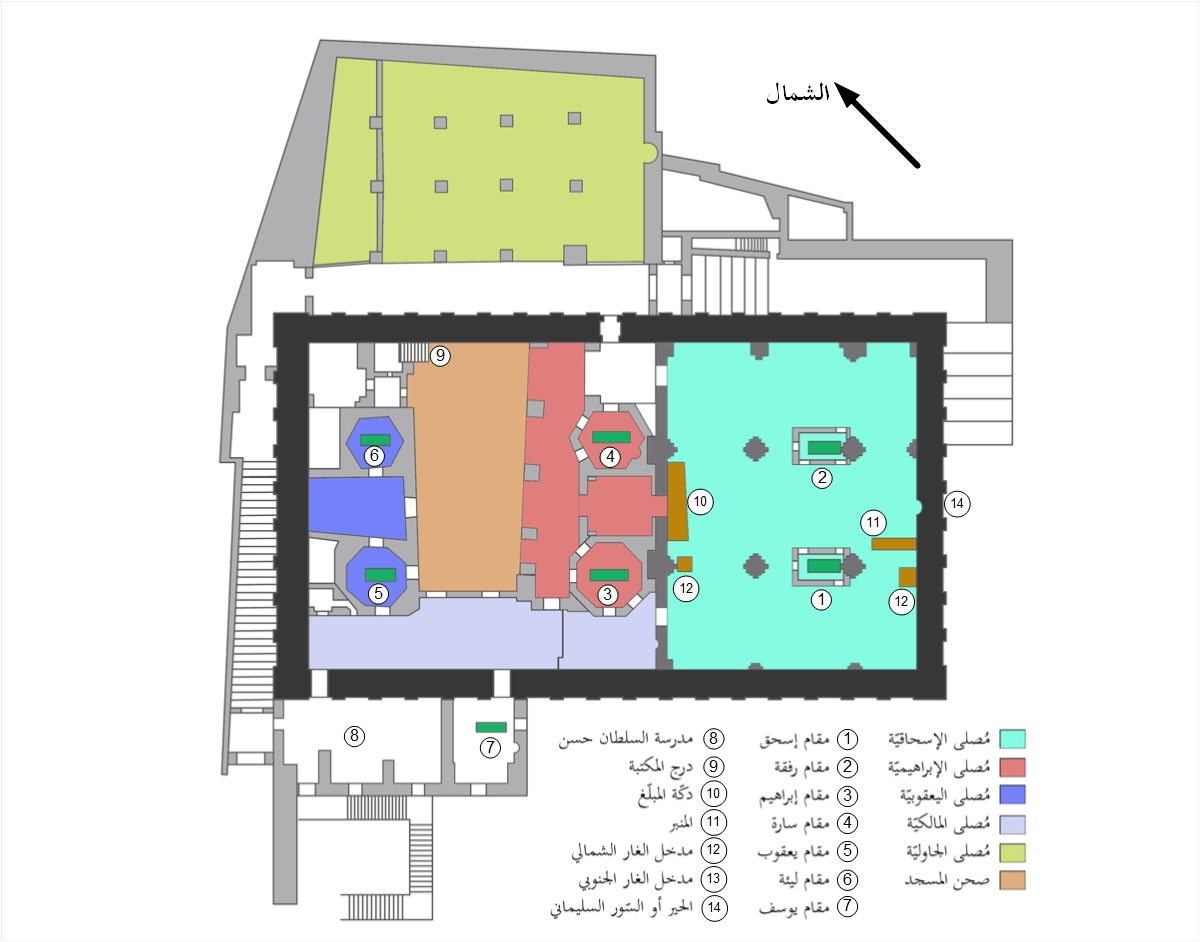
خارطة المسجد الإبراهيمي

## روابط خارجية
- المسجد الإبراهيمي الشريف على موقع بلدية الخليل